# Омлоп ван хет Васланд 2024
52-й выпуск  Омлоп ван хет Васланд — шоссейной однодневной велогонки по дорогам бельгийского региона Васланд, провинция Восточная Фландрия. Гонка прошла 1 мая 2024 года в рамках Европейского тура UCI 2024 (категория 1.2). Победу одержал французский велогонщик Самуэль Лероу.

## Участники
| UCI Continental Teams (10)- Philippe Wagner-Bazin - Van Rysel-Roubaix - Parkhotel Valkenburg - Team Storck-Metropol Cycling - Novapor Speedbike - Volkerwessels Cycling Team - XSpeed United Continental - Diftar Continental Cycling Team - Tarteletto-Isorex - Israel Premier Tech Academy Любительская, клубная или региональная команда- LRG-Cycling Team |
| |

## Ход гонки
В состоявшемся основном отрыве, где присутствовало более 30 гонщиков, первым финишировал Самуэль Лероу.

## Результаты
| \| Генеральная классификация \| Генеральная классификация \| Генеральная классификация \| Генеральная классификация \| Генеральная классификация \| \| Гонщик \| Гонщик \| Команда \| Время \| \| \| ------------------------- \| ------------------------- \| ------------------------- \| ------------------------- \| ------------------------- \| \| 1-й \| Самюэль Леру \| Van Rysel-Roubaix \| 4ч 02' 36 \| \| \| 2-й \| Пьер Барбье \| Philippe Wagner-Bazin \| + 0 \| \| \| 3-й \| Раит Арм \| Van Rysel-Roubaix \| + 0 \| \| |              |                       |           |
| |              |                       |           |
| Источник: ProCyclingStats |              |                       |           |
| Генеральная классификация |              |                       |           |
| Гонщик | Гонщик       | Команда               | Время     |
| 1-й | Самюэль Леру | Van Rysel-Roubaix     | 4ч 02' 36 |
| 2-й | Пьер Барбье  | Philippe Wagner-Bazin | + 0       |
| 3-й | Раит Арм     | Van Rysel-Roubaix     | + 0       |